# Lasse Jul Korsgaard
Lasse Jul Korsgaard (født 2. marts 1994) er en dansk ishockeyspiller. Han spiller i øjeblikket for Aalborg Pirates. I klubben spiller også hans lillebror Jeppe Jul Korsgaard.

## Aalborg Pirates (2017-18)
Han spillede 2 kampe og scorede 2 mål.